# Villez-sur-le-Neubourg
Villez-sur-le-Neubourg is een gemeente in het Franse departement Eure (regio Normandië) en telt 239 inwoners (1999). De plaats maakt deel uit van het arrondissement Évreux.

## Geografie
De oppervlakte van Villez-sur-le-Neubourg bedraagt 4,8 km², de bevolkingsdichtheid is 49,8 inwoners per km².
De onderstaande kaart toont de ligging van Villez-sur-le-Neubourg met de belangrijkste infrastructuur en aangrenzende gemeenten.

## Demografie
Onderstaande figuur toont het verloop van het inwonertal (bron: INSEE-tellingen).